# 1,3-Beta-glucano sintasa
La 1,3-beta-glucano sintasa es una enzima glucosiltransferasa implicada en la generación de betaglucano en hongos. Sirve como objetivo farmacológico para fármacos anntimicóticos como caspofungina , anidulafungina y micafungina, considerados inhibidores de la 1,3-beta-glucano sintasa. Según el sistema de clasificación CAZy, los hongos y los miembros de plantas pertenecen a la familia de la glicosiltransferasa 48 (GT48). Algunos miembros de la familia de la glicosiltransferasa 2 (Pfam PF13632), como la curdlan sintasa CrdS ( Q9X2V0 ), también tienen una actividad similar.
La biosíntesis de disacáridos, oligosacáridos y polisacáridos implica la acción de cientos de glicosiltransferasas diferentes. Estas enzimas catalizan la transferencia de restos de azúcar desde moléculas donadoras activadas a moléculas aceptoras específicas, formando enlaces glicosídicos .
La familia consta de varios componentes de 1,3-beta-glucano sintasa , incluidos Gls1, Gls2 y Gls3 de levadura . La 1,3-beta-glucano sintasa (EC 2.4.1.34.) cataliza la formación de un polímero de beta-1,3-glucano que es un componente importante de la pared celular de los hongos.  La reacción catalizada es:
UDP-glucosa + {(1,3)-beta-D-glucosil}(N) = UDP + {(1,3)-beta-D-glucosil}(N+1).